# Kapelle Moos
Die Kapelle Moos ist eine Kapelle im Weiler Moos der Gemeinde St. Veit in Defereggen in Osttirol. Sie wurde 1878 errichtet und zum Gedächtnis der Schmerzen Mariens geweiht.

## Lage und Geschichte
Die Kapelle liegt im Weiler Moos südlich der Bauernhöfe Innerkinn (Moos 11) und Außerkinn (Moos 12) bzw. westlich des Bauernhofs Gosser (Moos 14). Die Kapelle wurde in steiler Hanglage hoch über dem Tal gebaut.
Die Vorgängerkapelle stand einst westlich des heutigen Standorts. Erbaut zwischen 1809 und 1813 unter dem Vicaren Jud wurde die Kapelle ohne Genehmigung der geistlichen Obrigkeit errichtet. Im Mai 1813 mussten sich die Bewohner von Moss daher verpflichten, die Kapelle auf eigene Kosten zu erhalten und nur für Privatandachten zu verwenden. Auch die Beantragung einer Messlizenz wurde untersagt. Im Jahr 1867 brannte die Kapelle am Michaeli-Abend (28. September) zusammen mit allen sieben Häusern des Weilers nieder. Das heutige Kapellenbauwerk ließ man 1878 von einem italienischen Maurer errichten, der zuvor noch nie eine Kapelle gebaut hatte. 1947 erfolgte die Weihe der Kapelle, wobei auch eine Messlizenz ausgestellt wurde. Nach der Restaurierung 1988 erfolgt am 1. Oktober 1988 die erneute Weihe des Bauwerks.

## Bauwerk
Die Kapelle in Moos weist einen rechteckigen Grundriss mit eingezogenem Rundbogenchor auf. Sie besitzt ein schindelgedecktes Satteldach über Hohlkehle mit hölzernem, verschindelten Dachreiter, der rechteckige Schallöffnungen und einen hohen Pyramidenhelm mit Kugel, Kreuz und Wetterhahn aufweist. Der Zugang erfolgt von Nordwesten durch ein rechteckiges Portal mit hölzernem Türflügel, Sichtfenster und Lünettenfenster. Außen ist die Kapelle in gedecktem Weiß gehalten, wobei die Längsseiten durch jeweils zwei Fenster durchbrochen wurden.
Im Inneren findet sich ein Tonnengewölbe über Profilgesims, wobei die Apsis leicht eingezogen wurde, über dem Eingang eine durchgehende Empore. Der Boden wurde mit Ziegeln verfliest. Der um eine Stufe erhöhte Altarbereich beherbergt einen romanisierenden, hölzernen, polychrom gefassten Ädikula-Altar. Dieser stammt aus der zweiten Hälfte des 19. Jahrhunderts. Im Zentrum des mit je zwei Säulen geschmückten Altar findet sich ein Ölgemälde mit der Darstellung des Gnadenbildes von Maria Luggau. Hinzu kommen flankierende Figuren. Zu den weiteren Einrichtungsgegenstände gehören das hölzerne Gestühl, ein mit Farbdrucken und Holzrahmen gestalteter Kreuzweg und ein Messingluster. Hinzu kommen ein Vortragskreuz, und zwei Ölbilder aus dem 18. Jahrhundert die die Schmerzhafte Muttergottes bzw. eine Ecce-homo-Darstellung zeigen. Die Glocke musste während der beiden Weltkriege jeweils abgegeben werden, zuletzt wurde sie von der Gießerei Grassmayr gegossen.